# Alonso Lujambio
Alonso José Ricardo Lujambio Irazábal (Ciudad de México, 2 de septiembre de 1962-Ciudad de México, 25 de septiembre de 2012), citado como Alonso Lujambio, fue un político mexicano, miembro del Partido Acción Nacional. Fue secretario de Educación Pública durante el gobierno de Felipe Calderón entre 2009 y 2012.

## Carrera
Alonso Lujambio nació en la Ciudad de México el 2 de septiembre de 1962. Vasco de ascendencia, fue hijo de Sergio Lujambio Rafols y Piedad Irazábal. Fue licenciado en Ciencias Sociales por el Instituto Tecnológico Autónomo de México (ITAM), y maestro en Ciencia Política por la Universidad de Yale, Estados Unidos. Fue profesor del Instituto Tecnológico Autónomo de México ITAM, de la Universidad Nacional Autónoma de México (UNAM) y de la Universidad Iberoamericana (UIA). Fue director de la Licenciatura en Ciencia Política en el ITAM entre 1993 y 1996, así como de 2003 a 2005. Fue consejero electoral del Instituto Federal Electoral (IFE) entre 1996 y 2003 y como comisionado y comisionado presidente del Instituto Federal de Acceso a la Información Pública (IFAI), entre 2005 y 2009, sus preocupaciones eran mayores respecto a los desafíos de México frente a la corrupción y la transparencia. Una prueba está en sus posturas, muy congruentes, como consejero electoral en 2003, sobre los famosos casos Pemexgate y Amigos de Fox. En 2004 fue asesor de la ONU en Bagdad (Irak), para el diseño del sistema electoral utilizado en las elecciones de la Asamblea Constituyente de enero de 2005. Fue secretario de Educación Pública del 6 de abril de 2009 al 16 de marzo de 2012. El 25 de junio de 2009, se afilió al Partido Acción Nacional. El 29 de agosto de 2012 rindió protesta como senador de la República a la LXII Legislatura del Congreso de la Unión.

## Secretario de Educación Pública
El 6 de abril de 2009 fue designado titular de la Secretaría de Educación Pública (SEP) por el entonces presidente Felipe Calderón, en sustitución de Josefina Vázquez Mota.
Como secretario de Educación Pública, entre otros, promovió las siguientes políticas para aumentar la calidad de la educación: la conformación y activación de los Consejos Escolares de Participación Social en las escuelas públicas de educación básica del país, con el fin de fomentar la integración de la comunidad escolar a través de la participación activa de los padres de familia en la escuela de sus hijos;  la reforma al Programa Nacional de Carrera Magisterial, a través de la cual se establece una nueva manera de distribuir los estímulos económicos del programa a los docentes, dando especial importancia al desempeño de los estudiantes; la firma del acuerdo para implementar un esquema de Evaluación Universal de Docentes y Directivos en Servicio de Educación Básica, a través del cual se llevará a cabo una evaluación a todos los maestros de escuelas públicas y privadas para definir los contenidos que deben tener los programas de formación y actualización que se les ofrece; el fomento de hábitos alimenticios saludables en los niños y niñas, para lo cual se emitieron los Lineamientos para el expendio de alimentos y bebidas en las escuelas de educación básica, los cuales están en vigor desde enero de 2011; la publicación de los Estándares Nacionales de Habilidad Lectora, los cuales brindan a los padres de familia una herramienta para medir el desarrollo de la competencia lectora de los niños y jóvenes.
En 2010 fue el encargado de los festejos del bicentenario.
En noviembre de 2011, mientras se encontraba hospitalizado en el Instituto Nacional de Ciencias Médicas y Nutrición Salvador Zubirán debido a una insuficiencia renal severa, se le detectó mieloma múltiple en fase inicial, e inició un tratamiento para su control. A causa de esto, el 16 de marzo de 2012, Alonso Lujambio renunció al cargo de secretario de Educación Pública, sucediéndolo en el cargo el exsecretario de Salud José Ángel Córdova.

## Fallecimiento
Alonso Lujambio falleció el 25 de septiembre de 2012 debido al cáncer de médula ósea que padecía.
La cobertura que dio la prensa nacional a su fallecimiento fue amplia. Muchos conocidos editorialistas y amigos de Lujambio dedicaron sus columnas a su deceso. Entre ellos, Federico Estévez, El legado de Alonso Lujambio; Benjamín Hill, Momentos con Alonso Lujambio; Carla A. Humphrey, Hasta pronto, Senador Lujambio; Enrique Krauze, La desventura de Alonso; Soledad Loaeza, En recuerdo de Alonso Lujambio; Joaquín López-Dóriga, La muerte no tiene madre; Germán Martínez Cázares, Lujambio, geógrafo; Mauricio Merino, Alonso Lujambio; Armando Salinas Torre, Alonso Lujambio; Horacio Vives, Mensaje póstumo a Alonso Lujambio; José Woldenberg, Alonso Lujambio; Juan Ignacio Zavala, Alonso.
El 3 de octubre de 2012 se realizó un homenaje luctuoso a Lujambio en Palacio Nacional.
Fue cuestionado por algunos críticos su apresurado nombramiento en el Senado, cuando su estado de salud ya se encontraba muy deteriorado.

## Publicaciones
- "Tácticas parlamentarias hispanomexicanas" (en coautoría con Rafael Estrada Michel), (Tirant lo blanch, Valencia, 2012).
- Retratos de Familia. Un dramaturgo liberal, un historiador católico y un espiritista maderista (Arkhé, 2011).
- Estudios Congresionales (Senado de la República, 2010).
- La influencia del constitucionalismo anglosajón en el pensamiento de Emilio Rabasa (Universidad Nacional Autónoma de México - Escuela Libre de Derecho, 2010).
- La democracia indispensable. Ensayos sobre la historia del Partido Acción Nacional (El Equilibrista, 2010).
- ¿Democratización vía federalismo? El Partido Acción Nacional, 1939-2000: la historia de una estrategia difícil (Fundación Rafael Preciado Hernández, A. C., 2006).
- El proceso presupuestario y las relaciones entre los órganos del poder. El caso mexicano en perspectiva histórica y comparada (en coautoría con Gerónimo Gutiérrez y Diego Valadés) (Instituto de Investigaciones Jurídicas de la UNAM, 2001).
- El poder compartido. Un ensayo sobre la democratización mexicana (Océano, 2000).
- Gobiernos divididos en la Federación Mexicana (Universidad Autónoma Metropolitana, 1997).
- Federalismo y Congreso en el cambio político de México (Universidad Nacional Autónoma de México, 1995).